# حسن كمال (كاتب)
حسن كمال كاتب وروائي وقاص وطبيب مصري، تخرج من كلية الطب بجامعة القاهرة عام 1999، وحصل على درجة الماجستير والدكتوراة في أمراض المفاصل والروماتيزم والتأهيل، ثم تخصص في الطب الرياضي وإصابات الملاعب. عمل في المركز القومي للبحوث، وعمل كطبيب لمنتخب مصر للعبة التايكوندو، ورافق البعثة المصرية في أوليمبياد لندن عام 2012، وترأس البعثة الطبية المرافقة للفرق المصرية المشاركة في دورة الالعاب الإفريقية في الكونغو، ثم البعثة الطبية المرافقة للفرق المصرية المشاركة في دورة الالعاب الإفريقية في المغرب. ترأس البعثات الطبية المرافقة للبعثات الأوليمبية المصرية المشاركة في أوليمبياد ريو دي جانيرو 2016، وفي أولمبياد الشباب بيونس أيريس عام 2018، وفي أوليمبياد طوكيو 2021.
تخصص حسن كمال في كتابة الأدب الساخر، كما كتب عدة أعمال قصصية وروائية نال عن بعضها عددًا من الجوائز.

## مؤلفاته
ألف حسن كمال العديد من المؤلفات التي تنوعت ما بين الروايات، والمجموعات القصصية، والمقالات الساخرة، ومنها:
- كشري مصر: صدر عام 2008 عن دار بوك هاوس للنشر والتوزيع بالقاهرة، وفاز بجائزة ساويرس للثقافة.[2]
- وكان فرعون طيبًا (مجموعة قصصية): صدرت عام 2013 عن دار الشروق للنشر والتوزيع بالقاهرة، وتضمنت المجموعة 20 قصة قصيرة.[3][4]
- لدغات عقارب الساعة (مجموعة قصصية): صدرت عام 2010 عن دار بوك هاوس للنشر والتوزيع بالقاهرة.[5]
- الأسياد (رواية): صدرت عام 2015 عن دار الشروق للنشر والتوزيع بالقاهرة.[6]
- المرحوم (مجموعة قصصية): صدرت عام 2013 عن دار الشروق للنشر والتوزيع بالقاهرة.[7]
- الذين لبسوا البالطو الأبيض: صدر عام 2016 عن دار الشروق للنشر والتوزيع بالقاهرة.[8][9]
- نسيت كلمة السر: صدر عام 2017 عن دار الشروق للنشر والتوزيع بالقاهرة.[10]

### مؤلفاته في الدراما
قام بتآليف الحكاية التاسعة بعنوان «تقلها دهب» في الموسم الثاني من مسلسل «الا انا»,2021.

## الجوائز والتكريمات
حظي الكاتب حسن كمال بتكريم العديد من الجهات المحلية والعربية، وحصل على عدد من الجوائز الأدبية، والتي من أهمها:
- جائزة ساقية الصاوي للقصة القصيرة لثلاثة أعوام متتالية عن قصصه «دفاع غير شرعي عن النفس»، و«رائحة غير نفاذة»، و«آثار على الزجاج».
- جائزة ساوريس للثقافة للمركز الثاني في القصة القصيرة فرع شباب الكتاب عن كتابه «كشري مصر» عام 2009.[12]